# Coupe du monde de saut d'obstacles 2012-2013
Navigation
Édition précédente Édition suivante
La coupe du monde de saut d'obstacles 2012-2013 est la 35e édition de la coupe du monde de saut d'obstacles organisée par la FEI.

## Ligues

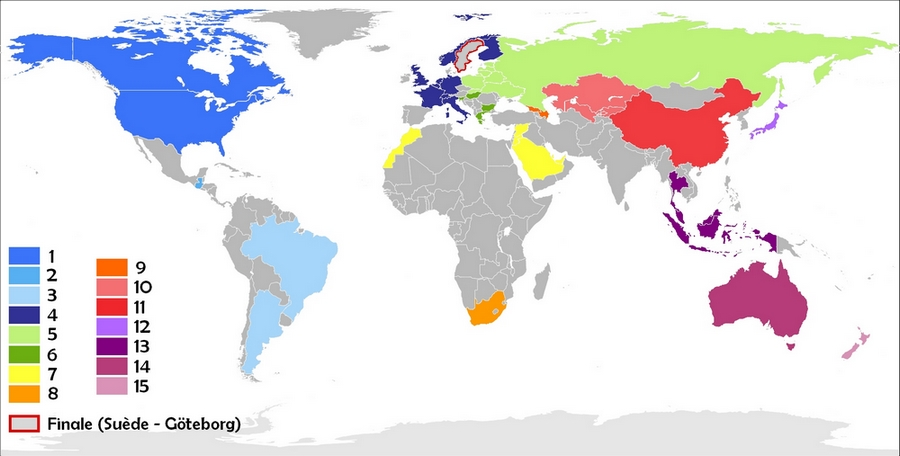
Ligues de la coupe du monde de saut d'obstacles 2012-2013

Pour cette saison, une nouvelle ligue pour l'Amérique centrale et les Caraïbes est créée. L’Amérique du Sud est elle divisée en deux ligues, nord et sud.
1. Ligues Nord-Américaines (11 épreuves sur la côte Est et 14 épreuves sur la côte Ouest)
2. Ligue d'Amérique centrale et des Caraïbes (3 épreuves)
3. Ligue Sud-Américaine-Nord (4 épreuves)
4. Ligue Sud-Américaine-Sud (6 épreuves)
5. Ligue d'Europe de l'Ouest (12 épreuves)
6. Ligue d'Europe Centrale - Sous-Ligue du Nord (13 épreuves)
7. Ligue d'Europe Centrale - Sous-Ligue du Sud (5 épreuves)
8. Ligue Arabe (11 épreuves)
9. Ligue Sud-Africaine (6 épreuves)
10. Ligue Caucasienne (8 épreuves)
11. Ligue d'Asie Centrale (4 épreuves)
12. Ligue Chinoise (3 épreuves)
13. Ligue Japonaise (3 épreuves)
14. Ligue d'Asie du Sud-Est (9 épreuves)
15. Ligue Australie - Pacifique (14 épreuves)
16. Ligue de Nouvelle-Zélande - Pacifique (6 épreuves)

### Ligue d'Amérique centrale et des Caraïbes
| Ville           | Pays      | Début            | Fin              | Vainqueur                                              |
| --------------- | --------- | ---------------- | ---------------- | ------------------------------------------------------ |
| San José Pinula | Guatemala | 9 novembre 2012  | 11 novembre 2012 | Alvaro Enrique Tejada Arriola sur Voltaral Palo Blanco |
| San José Pinula | Guatemala | 16 novembre 2012 | 18 novembre 2012 | Eduardo Antonio Castillo Tejada sur Carland            |
| Guatemala       | Guatemala | 29 novembre 2012 | 2 décembre 2012  | Alvaro Enrique Tejada Arriola sur Voltaral Palo Blanco |

### Ligue Nord-Américaine (Côte Est)
| Ville         | Pays       | Début             | Fin               | Vainqueur                            |
| ------------- | ---------- | ----------------- | ----------------- | ------------------------------------ |
| Bromont       | Canada     | 18 juillet 2012   | 22 juillet 2012   | Nicholas Dello Joio sur Scarface     |
| Bridgehampton | États-Unis | 27 août 2012      | 2 septembre 2012  | Kent Farrington sur Voyeur           |
| North Salem   | États-Unis | 12 septembre 2012 | 16 septembre 2012 | Peter Leone sur Lincourt Gino        |
| Lexington     | États-Unis | 20 septembre 2012 | 22 septembre 2012 | Reed Kessler sur Mika                |
| Harrisburg    | États-Unis | 17 octobre 2012   | 20 octobre 2012   | Kent Farrington sur Uceko            |
| Washington    | États-Unis | 24 octobre 2012   | 27 octobre 2012   | Reed Kessler sur Cylana              |
| Lexington     | États-Unis | 31 octobre 2012   | 4 novembre 2012   | Mclain Ward sur Antares F            |
| Toronto       | Canada     | 2 novembre 2012   | 11 novembre 2012  | Jill Henselwood sur George           |
| Wellington    | États-Unis | 28 novembre 2012  | 2 décembre 2012   | Katherine Dinan sur Nougat du Vallet |
| Wellington    | États-Unis | 13 février 2013   | 17 février 2013   | Elizabeth Madden sur Cortes'C        |
| Wellington    | États-Unis | 5 mars 2013       | 10 mars 2013      | Daniel Deusser sur Cornet d'Amour    |

### Ligue Nord-Américaine (Côte Ouest)
| Ville               | Pays       | Début             | Fin               | Vainqueur                               |
| ------------------- | ---------- | ----------------- | ----------------- | --------------------------------------- |
| Langley             | Canada     | 30 mai 2012       | 3 juin 2012       | Jenn Serek sur Eleonora                 |
| Calgary             | Canada     | 6 juin 2012       | 10 juin 2012      | Kent Farrington sur Uceko               |
| Calgary             | Canada     | 14 juin 2012      | 17 juin 2012      | Rich Fellers sur Flexible               |
| Calgary             | Canada     | 28 juin 2012      | 1er juillet 2012  | Ashlee Bond sur Cadett 7                |
| Langley             | Canada     | 22 août 2012      | 26 août 2012      | Rich Fellers sur Flexible               |
| Del Mar             | États-Unis | 29 août 2012      | 2 septembre 2012  | Rusty Stewart sur Bristol               |
| San Juan Capistrano | États-Unis | 11 septembre 2012 | 14 septembre 2012 | Rusty Stewart sur Bristol               |
| Rancho Murieta      | États-Unis | 2 octobre 2012    | 7 octobre 2012    | Duncan McFarlane sur Mr Whoophy         |
| Del Mar             | États-Unis | 24 octobre 2012   | 28 octobre 2012   | Lane Clarke sur Casseur De Prix         |
| Burbank             | États-Unis | 6 novembre 2012   | 11 novembre 2012  | Nayel Nassar sur Raging Bull Vangelis S |
| Las Vegas           | États-Unis | 13 novembre 2012  | 17 novembre 2012  | Karl Cook sur Jonkheer Z                |
| Thermal             | États-Unis | 29 janvier 2013   | 2 février 2013    | Rusty Stewart sur Bristol               |
| Thermal             | États-Unis | 5 février 2013    | 10 février 2013   | Ashlee Bond sur Wistful                 |
| Thermal             | États-Unis | 19 février 2013   | 24 février 2013   | Tiffany Sullivan sur Tristan            |

### Ligue Sud-Américaine (Nord)
| Ville   | Pays      | Début            | Fin              | Vainqueur                         |
| ------- | --------- | ---------------- | ---------------- | --------------------------------- |
| Bogota  | Colombie  | 30 août 2012     | 2 septembre 2012 | Santiago Medina sur Monterrey Ejc |
| Bogota  | Colombie  | 4 septembre 2012 | 9 septembre 2012 | Andres Rodriguez sur Caballito    |
| Caracas | Venezuela | 22 novembre 2012 | 25 novembre 2012 | Santiago Medina sur Monterrey Ejc |
| Caracas | Venezuela | 30 novembre 2012 | 2 décembre 2012  | Annulée                           |

### Ligue Sud-Américaine (Sud)
| Ville          | Pays      | Début             | Fin               | Vainqueur                                                |
| -------------- | --------- | ----------------- | ----------------- | -------------------------------------------------------- |
| Porto Alegre   | Brésil    | 3 mai 2012        | 6 mai 2012        | Hans Thorben Rüder sur Orlanda 27                        |
| Sol de Mayo    | Argentine | 15 mai 2012       | 20 mai 2012       | Carlos Milthaler sur Shakiro                             |
| São Paulo      | Brésil    | 14 septembre 2012 | 16 septembre 2012 | Rodriguo Mesquita Marinho sur Cleofas Van Westuur        |
| São Paulo      | Brésil    | 27 septembre 2012 | 30 septembre 2012 | Felipe Juares De Lima sur Phinox                         |
| Buenos Aires   | Argentine | 7 novembre 2012   | 11 novembre 2012  | Martin Dopazo sur Conrad D Esquelmes Z                   |
| Rio de Janeiro | Brésil    | 22 novembre 2012  | 25 novembre 2012  | José Roberto Reynoso Fernandez Filho sur Maestro St Lois |
| Buenos Aires   | Argentine | 22 novembre 2012  | 25 novembre 2012  | Annulée                                                  |

### Ligue Sud-Africaine
| Ville          | Pays           | Début            | Fin              | Vainqueur                               |
| -------------- | -------------- | ---------------- | ---------------- | --------------------------------------- |
| Midrand        | Afrique du Sud | 10 mai 2012      | 13 mai 2012      | Anne-Marie Esslinger sur Alessio        |
| Shongweni      | Afrique du Sud | 13 juin 2012     | 17 juin 2012     | Jodi Pieters sur Capital Rafika d'Or    |
| Durban         | Afrique du Sud | 20 juin 2012     | 24 juin 2012     | Jeanne Engela sur Chanel van de Zeshoek |
| Polokwane      | Afrique du Sud | 30 août 2012     | 2 septembre 2012 | Barry Taylor sur Nabab Forever          |
| Port Elizabeth | Afrique du Sud | 14 novembre 2012 | 18 novembre 2012 | Liam Stevens sur Wanda                  |
| Le Cap         | Afrique du Sud | 21 novembre 2012 | 25 novembre 2012 | Shaun Neill sur Clyde Z                 |

### Ligue Arabe
| Ville     | Pays                | Début             | Fin               | Vainqueur                                                     |
| --------- | ------------------- | ----------------- | ----------------- | ------------------------------------------------------------- |
| Tetouan   | Maroc               | 5 octobre 2012    | 7 octobre 2012    | Roberto Turchetto sur Dan 7-T                                 |
| Rabat     | Maroc               | 12 octobre 2012   | 14 octobre 2012   | Stefan Eder sur Concordija                                    |
| El Jadida | Maroc               | 19 octobre 2012   | 21 octobre 2012   | Roberto Turchetto sur Baretto                                 |
| Damas     | Syrie               | 31 octobre 2012   | 3 novembre 2012   | Annulée                                                       |
| Amman     | Jordanie            | 1er novembre 2012 | 3 novembre 2012   | Ahmed Alaa Ragab sur Favorit                                  |
| Amman     | Jordanie            | 8 novembre 2012   | 10 novembre 2012  | Ali bin Khalid Al Thani sur Cascano                           |
| Riyad     | Arabie saoudite     | 28 novembre 2012  | 1er décembre 2012 | Saeed Al Aboura sur Kedehop de Breve                          |
| Doha      | Qatar               | 19 décembre 2012  | 22 décembre 2012  | Mohammed Ahmed Al Owais sur Tolita                            |
| Doha      | Qatar               | 26 décembre 2012  | 29 décembre 2012  | Abdullah Waleed Sharbatly sur Sultan                          |
| Abu Dhabi | Émirats arabes unis | 10 janvier 2013   | 12 janvier 2013   | Omer Karaevli sur Dadjak Ter Puttenen                         |
| Charjah   | Émirats arabes unis | 17 janvier 2013   | 19 janvier 2013   | Ferenc Szentirmai sur Corenso                                 |
| Dubaï     | Émirats arabes unis | 31 janvier 2013   | 2 février 2013    | Latifa ben Ahmed ben Jouma Al Maktoum sur Peanuts de Beaufour |
| Al Ain    | Émirats arabes unis | 7 février 2013    | 9 février 2013    | Michel Hecart sur Piman de la Deviniere                       |

### Ligue d'Asie du Sud-Est
| Ville        | Pays      | Début             | Fin              | Vainqueur                                         |
| ------------ | --------- | ----------------- | ---------------- | ------------------------------------------------- |
| Jakarta      | Indonésie | 11 mai 2012       | 13 mai 2012      | Ferry Wahyu Hadiyanto sur Zandor                  |
| Jakarta      | Indonésie | 18 mai 2012       | 20 mai 2012      | Björn Kuwertz sur Quifilio K                      |
| Jakarta      | Indonésie | 9 juin 2012       | 10 juin 2012     | Björn Kuwertz sur Quifilio K                      |
| Selangor     | Malaisie  | 14 juin 2012      | 17 juin 2012     | Helena Gabrielsson sur Nausicaa du Saulcy         |
| Selangor     | Malaisie  | 28 juin 2012      | 1er juillet 2012 | Qabil Ambak Dato' Mahamad Fathil sur 3Q Coulthard |
| Selangor     | Malaisie  | 13 juillet 2012   | 16 juillet 2012  | Helena Gabrielsson sur Nausicaa du Saulcy         |
| Pattaya      | Thaïlande | 1er novembre 2012 | 4 novembre 2012  | Munsika Piyavidtayakarn sur Zaragazza             |
| Nakhon Nayok | Thaïlande | 15 novembre 2012  | 18 novembre 2012 | Annulée                                           |
| Nakhon Nayok | Thaïlande | 29 novembre 2012  | 2 décembre 2012  | Annulée                                           |

### Ligue d'Asie Centrale
| Ville    | Pays         | Début          | Fin            | Vainqueur                         |
| -------- | ------------ | -------------- | -------------- | --------------------------------- |
| Tachkent | Ouzbékistan  | 26 avril 2012  | 29 avril 2012  | Vladimir Shmelyov sur Kalido 6    |
| Bichkek  | Kirghizistan | 25 mai 2012    | 27 mai 2012    | Alexander Tishkov sur Quattro     |
| Astana   | Kazakhstan   | 3 juillet 2012 | 5 juillet 2012 | Gairat Nazarov sur Quattro Junior |

### Ligue Australie - Pacifique
| Ville      | Pays      | Début             | Fin               | Vainqueur                              |
| ---------- | --------- | ----------------- | ----------------- | -------------------------------------- |
| Sydney     | Australie | 11 avril 2012     | 11 avril 2012     | Thomas McDermott sur Romantic Dream    |
| Sydney     | Australie | 29 avril 2012     | 29 avril 2012     | Alison Rowland sur Bickley Brook Bella |
| Gatton     | Australie | 3 août 2012       | 5 août 2012       | Ross Smith sur Quite Cassini           |
| Brisbane   | Australie | 15 août 2012      | 15 août 2012      | Evie Buller sur Yalambi's Landor       |
| Caboolture | Australie | 19 août 2012      | 19 août 2012      | Tim Amitrano sur Mr Innocent           |
| Gawler     | Australie | 2 septembre 2012  | 2 septembre 2012  | Thomas Mcdermott sur Statford Delight  |
| Adélaïde   | Australie | 13 septembre 2012 | 13 septembre 2012 | Alison Rowland sur Bickley Brook Bella |
| Melbourne  | Australie | 30 septembre 2012 | 30 septembre 2012 | Sam Williams sur High Rail Saltbush    |
| Shepparton | Australie | 10 novembre 2012  | 10 novembre 2012  | Tim Clarke sur Caltango                |
| Melbourne  | Australie | 15 novembre 2012  | 15 novembre 2012  | Alison Rowland sur Bickley Brook Bella |
| Wodonga    | Australie | 17 novembre 2012  | 17 novembre 2012  | Billy Raymont sur Stardom              |
| Sale       | Australie | 25 novembre 2012  | 25 novembre 2012  | Alison Rowland sur Bickley Brook Bella |
| Tonimbuk   | Australie | 1er décembre 2012 | 1er décembre 2012 | Thomas McDermott sur Romantic Dream    |
| Sydney     | Australie | 6 décembre 2012   | 9 décembre 2012   | Sharon Slater sur Ulixes               |

### Ligue Caucasienne
| Ville    | Pays        | Début            | Fin              | Vainqueur                              |
| -------- | ----------- | ---------------- | ---------------- | -------------------------------------- |
| Bakou    | Azerbaïdjan | 26 avril 2012    | 28 avril 2012    | Shalva Gachechiladze sur Chewing Gum 3 |
| Bakou    | Azerbaïdjan | 7 mai 2012       | 10 mai 2012      | Jamal Rahimov sur Platin E             |
| Tbilissi | Géorgie     | 23 mai 2012      | 26 mai 2012      | Annulée                                |
| Bakou    | Azerbaïdjan | 22 juin 2012     | 24 juin 2012     | Aleksandra Lusina sur Kalinka MNM      |
| Bakou    | Azerbaïdjan | 13 juillet 2012  | 15 juillet 2012  | Shalva Gachechiladze sur Dar           |
| Bakou    | Azerbaïdjan | 26 octobre 2012  | 28 octobre 2012  | Jamal Rahimov sur Woodie               |
| Bakou    | Azerbaïdjan | 23 novembre 2012 | 25 novembre 2012 | Shalva Gachechiladze sur Chewing Gum 3 |
| Bakou    | Azerbaïdjan | 13 décembre 2012 | 16 décembre 2012 | Annulée                                |

### Ligue Chinoise
| Ville   | Pays  | Début             | Fin               | Vainqueur                 |
| ------- | ----- | ----------------- | ----------------- | ------------------------- |
| Pékin   | Chine | 26 mai 2012       | 27 mai 2012       | Annulée                   |
| Pékin   | Chine | 29 septembre 2012 | 30 septembre 2012 | Raena Leung sur Leona 63  |
| Pékin   | Chine | 2 octobre 2012    | 3 octobre 2012    | Cian O'Connor sur Wavanta |
| Chengdu | Chine | 13 octobre 2012   | 14 octobre 2012   | Liu Tongyan sur Ku Bu Qi  |

### Ligue d'Europe Centrale

#### Sous-Ligue du Nord
| Ville             | Pays        | Début            | Fin              | Vainqueur                                 |
| ----------------- | ----------- | ---------------- | ---------------- | ----------------------------------------- |
| Minsk             | Biélorussie | 24 mai 2012      | 27 mai 2012      | Anna Gromzina sur Pimlico                 |
| Moscou            | Russie      | 14 juin 2012     | 17 juin 2012     | Gunnar Klettenberg sur Lance S            |
| Riga              | Lettonie    | 28 juin 2012     | 1er juillet 2012 | Piotr Morsztyn sur Osadkowski van Halen   |
| Saint-Pétersbourg | Russie      | 6 juillet 2012   | 8 juillet 2012   | Anna Gromzina sur Pimlico                 |
| Zagare            | Lituanie    | 13 juillet 2012  | 15 juillet 2012  | Rein Pill sur Konstantinos KL             |
| Bratislava        | Slovaquie   | 19 juillet 2012  | 22 juillet 2012  | Thorsten Wittenberg sur Connaught         |
| Vazgaikiemis      | Lituanie    | 17 août 2012     | 19 août 2012     | Mikalai Karpovich sur Brunichnik          |
| Donetsk           | Ukraine     | 31 août 2012     | 2 septembre 2012 | William Funnell sur Billy Congo           |
| Pezinok           | Lituanie    | 6 septembre 2012 | 9 septembre 2012 | Stefan Eder sur Chilli Van Dijk NRW       |
| Tallinn           | Estonie     | 5 octobre 2012   | 7 octobre 2012   | Gunnar Klettenberg sur Ulrike R           |
| Leszno            | Pologne     | 9 novembre 2012  | 11 novembre 2012 | Natalia Simonia sur Kiliar                |
| Bratislava        | Slovaquie   | 30 novembre 2012 | 2 décembre 2012  | Davide Kainich sur Loro Piana Tamarix F M |
| Poznań            | Pologne     | 6 décembre 2012  | 9 décembre 2012  | Emma Emanuelsson sur Titan                |

#### Sous-Ligue du Sud
| Ville       | Pays     | Début             | Fin               | Vainqueur                                        |
| ----------- | -------- | ----------------- | ----------------- | ------------------------------------------------ |
| Bojourichte | Bulgarie | 31 mai 2012       | 3 juin 2012       | Rossen Raitchev sur Capoccino                    |
| Sežana      | Slovénie | 22 juin 2012      | 24 juin 2012      | Jörne Sprehe sur Kara Luna 2                     |
| Budapest    | Hongrie  | 12 juillet 2012   | 15 juillet 2012   | Stefan Eder sur Chilli Van Dijk NRW              |
| Athènes     | Grèce    | 13 septembre 2012 | 16 septembre 2012 | Annulée                                          |
| Celje       | Slovénie | 23 novembre 2012  | 25 novembre 2012  | Riccardo Martinengo Marquet sur Pro und Contra 2 |
| Budapest    | Hongrie  | 30 novembre 2012  | 2 décembre 2012   | Davide Kainich sur Loro Piana Tamarix F M        |

#### Finale de la ligue
| Ville    | Pays    | Début       | Fin          | Vainqueur                  |
| -------- | ------- | ----------- | ------------ | -------------------------- |
| Varsovie | Pologne | 7 mars 2013 | 10 mars 2013 | Suzanne Tepper sur KM Wish |

### Ligue d'Europe de l'Ouest
| Ville       | Pays        | Début            | Fin              | Vainqueur                                 |
| ----------- | ----------- | ---------------- | ---------------- | ----------------------------------------- |
| Oslo        | Norvège     | 11 octobre 2012  | 14 octobre 2012  | Jeroen Dubbeldam sur BMC Utascha SFN      |
| Helsinki    | Finlande    | 18 octobre 2012  | 21 octobre 2012  | Roger-Yves Bost sur Myrtille Paulois      |
| Lyon        | France      | 31 octobre 2012  | 4 novembre 2012  | Pius Schwizer sur Verdi III               |
| Vérone      | Italie      | 8 novembre 2012  | 11 novembre 2012 | Sergio Álvarez Moya sur Zipper            |
| Stuttgart   | Allemagne   | 14 novembre 2012 | 18 novembre 2012 | Kevin Staut sur Silvana*HDC               |
| Genève      | Suisse      | 6 décembre 2012  | 9 décembre 2012  | Edwina Tops-Alexander sur Itot du Château |
| Londres     | Royaume-Uni | 17 décembre 2012 | 23 décembre 2012 | Marc Houtzager sur Sterrehof's Tamino     |
| Malines     | Belgique    | 26 décembre 2012 | 30 décembre 2012 | Henrik von Eckermann sur Gotha FRH        |
| Leipzig     | Allemagne   | 17 janvier 2013  | 20 janvier 2013  | Christian Ahlmann sur Taloubet Z          |
| Zurich      | Suisse      | 25 janvier 2013  | 27 janvier 2013  | Luciana Diniz sur Lennox                  |
| Bordeaux    | France      | 8 février 2013   | 10 février 2013  | Hans-Dieter Dreher sur Magnus Romeo       |
| Bois-le-Duc | Pays-Bas    | 14 mars 2013     | 17 mars 2013     | David Will sur Colorit                    |

### Ligue Japonaise
| Ville | Pays  | Début           | Fin             | Vainqueur                          |
| ----- | ----- | --------------- | --------------- | ---------------------------------- |
| Osaka | Japon | 7 avril 2012    | 7 avril 2012    | Ryuma Hirota sur Yamahiro          |
| Nasu  | Japon | 3 juin 2012     | 3 juin 2012     | Koki Saito sur Telexio             |
| Osaka | Japon | 20 octobre 2012 | 20 octobre 2012 | Shinichi Taniguchi sur Speculation |

### Ligue de Nouvelle-Zélande - Pacifique
| Ville      | Pays             | Début            | Fin               | Vainqueur                       |
| ---------- | ---------------- | ---------------- | ----------------- | ------------------------------- |
| Hastings   | Nouvelle-Zélande | 17 octobre 2012  | 19 octobre 2012   | Maurice Beatson sur My Gollywog |
| Kihikihi   | Nouvelle-Zélande | 2 novembre 2012  | 4 novembre 2012   | Maurice Beatson sur My Gollywog |
| Feilding   | Nouvelle-Zélande | 30 novembre 2012 | 1er décembre 2012 | Maurice Beatson sur My Gollywog |
| Taupo      | Nouvelle-Zélande | 13 décembre 2012 | 15 décembre 2012  | Timothy Myers sur Pick Me NZPH  |
| Dannevirke | Nouvelle-Zélande | 4 janvier 2013   | 6 janvier 2013    | Ross Smith sur Quite Cassini    |
| Waitemata  | Nouvelle-Zélande | 12 janvier 2013  | 13 janvier 2013   | Jake Lambert sur Quality NZPH   |
| Gisborne   | Nouvelle-Zélande | 25 janvier 2013  | 27 janvier 2013   | Katie McVean sur Delilah        |
| Tauranga   | Nouvelle-Zélande | 31 janvier 2013  | 3 février 2013    | Luke Dee sur Ombudsam           |

## Finale
| Ville    | Pays  | Début         | Fin           | Vainqueur               |
| -------- | ----- | ------------- | ------------- | ----------------------- |
| Göteborg | Suède | 24 avril 2013 | 28 avril 2013 | Beezie Madden sur Simon |